# Paraschizidium atticum
Paraschizidium atticum är en kräftdjursart som beskrevs av Sfenthourakis 1992. Paraschizidium atticum ingår i släktet Paraschizidium och familjen klotgråsuggor. Inga underarter finns listade i Catalogue of Life.